# Reflection (Pentangle)
Reflection è un album dei Pentangle, pubblicato dalla Transatlantic Records nell'ottobre del 1971. I brani del disco furono registrati (marzo 1971) al Command Studios di Londra, Inghilterra, tranne il brano Reflection registrato all'Olympic Studios di Londra.

## Tracce
Lato A
1. Wedding Dress – 2:48 (Brano tradizionale, arrangiamenti The Pentangle)
2. Omie Wise – 4:23 (Brano tradizionale, arrangiamenti The Pentangle)
3. Will the Circle be Unbroken? – 4:06 (Brano tradizionale, arrangiamenti The Pentangle)
4. When I Get Home – 4:55 (B. Jansch, J. Renbourn, J. McShee, D. Thompson, T. Cox)
5. Rain and Snow – 3:49 (Brano tradizionale, arrangiamenti The Pentangle)

Lato B
1. Helping Hand – 3:27 (B. Jansch, J. Renbourn, J. McShee, D. Thompson, T. Cox)
2. So Clear – 4:49 (B. Jansch, J. Renbourn, J. McShee, D. Thompson, T. Cox)
3. Reflection – 11:14 (B. Jansch, J. Renbourn, J. McShee, D. Thompson, T. Cox)

## Musicisti
Brano A1
- Bert Jansch - banjo
- John Renbourn - chitarra, voce
- Jacqui McShee - voce
- Danny Thompson - contrabbasso
- Terry Cox - batteria, voce

Brano A2
- Bert Jansch - chitarra, voce
- John Renbourn - chitarra
- Danny Thompson - contrabbasso

Brano A3
- Bert Jansch - chitarra
- John Renbourn - voce, armonica, chitarre
- Jacqui McShee - voce
- Danny Thompson - contrabbasso
- Terry Cox - batteria

Brano A4
- Bert Jansch - voce
- John Renbourn - chitarra elettrica
- Danny Thompson - contrabbasso
- Terry Cox - batteria

Brano A5
- Bert Jansch - banjo
- John Renbourn - sitar, pianoforte
- Jacqui McShee - voce
- Danny Thompson - contrabbasso
- Terry Cox - batteria, voce

Brano B1
- Bert Jansch - chitarra, accordion
- John Renbourn - chitarra elettrica
- Jacqui McShee - voce
- Danny Thompson - contrabbasso
- Terry Cox - voce, batteria

Brano B2
- John Renbourn - voce, chitarra elettrica, chitarra acustica
- Danny Thompson - contrabbasso
- Terry Cox - batteria, pianoforte

Brano B3
- Bert Jansch - chitarra
- John Renbourn - chitarra elettrica, armonica
- Jacqui McShee - voce
- Danny Thompson - contrabbasso
- Terry Cox - voce, batteria